# Magnetofecção
Magnetofecção é um método de transfecção que usa química de nanopartículas magnéticas e campos magnéticos para concentrar partículas contendo ácido nucleico e amostras no útero para células-alvo no corpo. Este método tenta combinar as vantagens dos métodos de transfecção bioquímicos (lipídio catiônico ou polimérico) e físicos (eletroporação, biolística) em um único sistema, excluindo suas desvantagens (baixa eficiência, toxicidade).

## Descrição
Enzimas, proteínas e outras substâncias biologicamente e quimicamente ativas foram imobilizadas em nanopartículas magnéticas. Da mesma forma, eles são usados em reações até mesmo dentro do próprio corpo humano, como separação de células, desintoxicação de fluidos biológicos, reparo de tecidos, administração de medicamentos, ressonância magnética, hipertermia e magnetofecção.

## Controvérsia durante a vacinação Covid
Durante o ano de 2021, inúmeros testemunhos de pessoas capazes de fixar um ímã no lugar de sua vacina contra a COVID-19 foram associados à magnetofecção.